# Camille Alliali
Camille Alliali, né le 23 novembre 1926, est un avocat, diplomate et homme politique ivoirien, occupant plusieurs portefeuilles ministériels au sein des gouvernements de Félix Houphouët-Boigny, sans discontinuité de 1963 à 1989.

## Formation et études
Né le 23 novembre 1926 à Toumodi, commune située à 40 km de Yamoussoukro, de parents paysans baoulés, Camille Alliali effectue le début de scolarité dans sa ville natale, avant de la poursuivre à l'école primaire supérieure de Bingerville. Il étudie à l'École normale William-Ponty de Sébikotane au Sénégal, avant de poursuivre ses études à la faculté de droit de l'université de Grenoble. Diplômé en droit, il devient avocat et s'inscrit au barreau de Paris.

## Carrière juridique
De retour en Côte d'Ivoire, dans un contexte où la lutte anticoloniale menée par le PDCI bat son plein, Camille Alliali souhaite éviter de s'engager dans l'administration colonial et choisit de poursuivre une carrière d'avocat, afin de pouvoir représenter ses compatriotes. Cependant, les avocats de la défense devant être nommé par décret du gouverneur général de l'Afrique-Occidentale française (AOF), il doit attendre plus d'un ans et l'intervention de son futur beau-frère, Jean Delafosse, membre du Conseil consultatif de l'AOF, pour que la nomination soit faite. Une fois nommé avocat, Camille Alliali devient un ardent défenseur des droits des militants du PDCI.

## Parlementaire et diplomate
En 1957, Camille Alliali est élu à l'Assemblée territoriale ivoirienne. Puis le 27 avril 1959, Camille Alliali est élu vice-président de l'Assemblée législative (ancien nom de l'Assemblée nationale de Côte d'Ivoire) pour la première législature (1959-1960). Il participe à la rédaction de la Constitution de 1959, en tant que président de la commission de la Constitution.
Dans le même temps, il est élu représentant de la Côte d'Ivoire au Sénat de la Communauté, organe législatif monocaméral de la Communauté française entre 1958 et 1961.
Le 22 mars 1961, il est nommé premier ambassadeur de Côte d'Ivoire en France.

## Au gouvernement
En février 1963, le président Félix Houphouët-Boigny le nomme au sein de son gouvernement comme ministre délégué aux Affaires étrangères directement placé sous l'autorité du chef de l'Etat. Camille Alliali conduit ainsi la politique étrangère de la Côte d'Ivoire érigée par le président Félix Houphouët-Boigny. A ce poste, il est un acteur de la création d'institutions telles Air Afrique en 1961, l'Organisation de l'unité africaine (OUA) – organisation inter-étatique, ayant précédé l'Union africaine – le 23 mai 1963, et la Banque africaine de développement (BAD) fondée en septembre 1964.
En janvier 1966, il est nommé Garde des sceaux, ministre de la justice du gouvernement Houphouët-Boigny IV, poste qu'il occupera pendant plus de 17 ans, jusqu'en 1983. Il est ensuite nommé ministre d'Etat des gouvernements Houphouët-Boigny XIII et XIV, jusqu'en octobre 1989.

## Mandats locaux et responsabilités politiques
Camille Alliali est élu maire de sa ville natale de Toumodi en 1980.
Militant actif et membre du comité exécutif du Parti démocratique de Côte d'Ivoire (PDCI-RDA), Camille Alliali est considéré, au début des années 1980, comme un possible successeur de Félix Houphouët-Boigny à la présidence. En 2010, il se pose en médiateur pour empêcher le scénario de deux candidats rivaux du PDCI, l'ex-président Henri Konan Bédié et l'ex-premier ministre Charles Konan Banny, à l'élection présidentielle. En 2023, Camille Alliali, est élevée au grade de Commandeur de l’Ordre du Mérite de la Justice et des Droits de l’homme.